# Трофео Баракки
Трофео Баракки (итал. Trofeo Baracchi) — шоссейная однодневная велогонка преимущественно в формате парной велогонки, с 1941 по 1991 год проводившаяся в окрестностях итальянского города Бергамо. В 1991 году входила в Мировой шоссейный кубок UCI.

## История
Гонка была создана по инициативе бергамского предпринимателя Джакомо "Мино" Баракки, в память о его отце Анджело, который был большим поклонником велоспорта.
Первая гонка была проведена в 1941 году одновременно с местным фестивалем сбора винограда и до 1946 года проводилась в формате индивидуальной гонки среди любителей в конце лета - начале осени. С 1947 года в ней стали принимать участие итальянские профессиональные гонщики, а время проведения сдвинулось на середину осени.
В 1949 году Мино Баракки, вдохновлённый гонкой Джиро делла Провинция де Милан, изменил правила проведения гонки. Формат из индивидуального стал парным — соревновались команды составленные из двух человек. Регламент включал три дисциплины: 100-километровую парную гонку на шоссе, протяжённостью от 100 до 112 километров вокруг Бергамо, парную и австралийскую гонки преследования на треке. Для участия в гонке велогонщики допускались только по приглашению и разрешено было участие профессиональных гонщиков из других стран. Сроки проведения приходились на первые числа ноября, в конце международного сезона, что позволяло без особых затруднений пригласить известных гонщиков.
В таком виде гонка просуществовал до 1958 года, когда она стала состоять только из парной гонки на шоссе. Сроки проведения ещё дважды изменялись: c 1972 года — на октябрь, а с 1984 года — на сентябрь.
Последняя гонка прошла в 1991 году и была проведена в формате индивидуальной гонки, став одновременно частью ещё двух гонок: Гран-при Наций и финальной гонки Мирового шоссейного кубка UCI. 
В 1972 году пара в составе Эдди Меркса и Роджера Свертса первыми преодолели отметку в 50 км/ч для средней скорости прохождения дистанции. В 1989 году их рекорд превзошли Лоран Финьон и Тьерри Мари — 50,487 км/ч.
Для победы на Трофео Баракки гонщику не достаточно было быть в хорошей форме в конце сезона. Необходим был надёжный напарник с отличным взаимопониманием между ними.
Среди победителей были такие известные гонщики как Фаусто Коппи и Риккардо Филиппи, побеждавшие совместно три раза, Эдди Меркс и Фердинанд Бракке праздновал успех в паре дважды; другими известными побеждавшими парами были Феличе Джимонди и Жак Анкетиль, Франческо Мозер и Бернар Ино. А в 1979 году успех праздновала пара, которую образовали два исторических непримиримых соперника — Джузеппе Саронни и Франческо Мозер.
Франческо Мозер в общей сложности побеждал на гонке пять раз и каждый раз с новым напарником.

### Место проведения
| Года        | Маршрут                   |
| ----------- | ------------------------- |
| 1941 - 1947 | ? - ?                     |
| 1949 - 1952 | Бергамо - Бергамо         |
| 1953 - 1958 | Бергамо - Милан           |
| 1959 - 1960 | Бергамо - Брешиа          |
| 1961 - 1966 | Бергамо - Милан           |
| 1967 - 1969 | Бергамо - Бергамо         |
| 1970        | Гардоне - Бергамо         |
| 1971 - 1975 | Бергамо - Брешиа          |
| 1976        | Леффе - Брешиа            |
| 1977 - 1980 | Бергамо - Бергамо         |
| 1981 - 1983 | Понтедера - Пиза          |
| 1984 - 1990 | Борго-Вальсугана - Тренто |

## Призёры

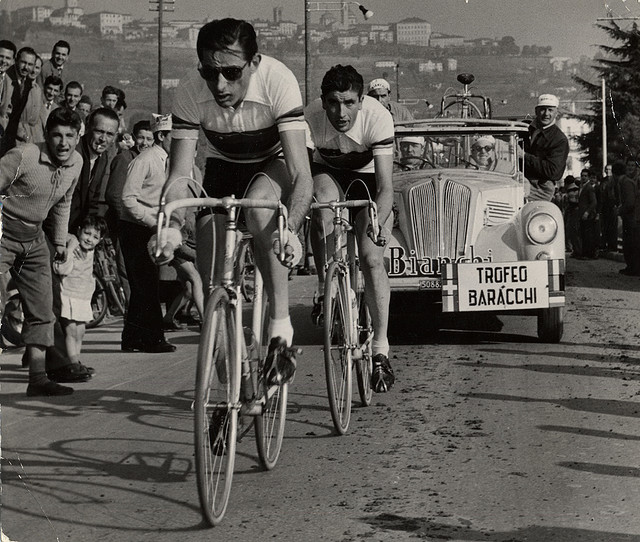
Фаусто Коппи и Риккардо Филиппи на Трофео Баракки 1953 года

| Год                 | Победитель                              | Второй                                  | Третий                                 |         |
| ------------------- | --------------------------------------- | --------------------------------------- | -------------------------------------- | ------- |
| 1941                | Микеле Мотта                            | Марио Спиназзи                          | Джованни Ронко                         |         |
| 1942                | Джельсомино Локателли                   | Эджидио Марангони                       | Микеле Мотта                           |         |
| 1995 не проводилась |                                         |                                         |                                        |         |
| 1944                | Микеле Мотта                            | Альдо Баито                             | Карло Москардини                       |         |
| 1945                | Микеле Мотта                            | Джельсомино Локателли                   | Марио Фацио                            |         |
| 1946                | Антонио Аузенда                         | Джованни Мангили                        | Джино Карлотти                         |         |
| 1947                | Серджио Маджини                         | Микеле Мотта                            | Луиджи Малаброкка                      |         |
| 1948                | Джорджио Каргиолли                      | Эджидио Марангони                       | Серсе Коппи                            |         |
| 1949                | Фьоренцо Маньи Адольфо Гроссо           | Антонио Бевилаккуа Гвидо Де Санти       | Альдо Този Эмилио Крочи Торти          |         |
| 1950                | Фьоренцо Маньи Антонио Бевилаккуа       | Фаусто Коппи Серсе Коппи                | Джоржо Альбани Вирджилио Салимбени     |         |
| 1951                | Фьоренцо Маньи Джузеппе Минарди         | Джино Бартали Фердинанд Кюблер          | Лоретто Петруччи Альфредо Мартини      |         |
| 1952                | Джанкарло Аструа Нино Дефилиппис        | Джузеппе Минарди Лоретто Петруччи       | Фаусто Коппи Мишель Гизмонди           |         |
| 1953                | Фаусто Коппи Риккардо Филиппи           | Жак Анкетиль Антонин Роллан             | Джанкарло Аструа Нино Дефилиппис       |         |
| 1954                | Фаусто Коппи Риккардо Филиппи           | Жак Анкетиль Луисон Бобе                | Фьоренцо Маньи Донато Пьяцца           |         |
| 1955                | Фаусто Коппи Риккардо Филиппи           | Жак Анкетиль Андре Дарригад             | Жан Бранкар Марсель Янссенс            |         |
| 1956                | Рольф Граф Андре Дарригад               | Фаусто Коппи Риккардо Филиппи           | Джоржо Альбани Донато Пьяцца           |         |
| 1957                | Фаусто Коппи Эрколе Бальдини            | Рольф Граф Альсид Воше                  | Альдо Мозер Орест Маньи                |         |
| 1958                | Эрколе Бальдини Альдо Мозер             | Жак Анкетиль Андре Дарригад             | Роже Ривьер Жерар Сент                 |         |
| 1959                | Эрколе Бальдини Альдо Мозер             | Мишель Гизмонди Диего Рончини           | Жак Анкетиль Андре Дарригад            |         |
| 1960                | Диего Рончини Ромео Вентурелли          | Эрколе Бальдини Альдо Мозер             | Камиль Ле-Менн Клод Вальдуа            |         |
| 1961                | Эрколе Бальдини Жозеф Велли             | Джакомо Форнони Баттиста Бабини         | Бас Малипард Жан-Клод Лебоб            |         |
| 1962                | Руди Альтиг Жак Анкетиль                | Эрколе Бальдини Арнальдо Памбьянко      | Альдо Мозер Джузеппе Феззарди          |         |
| 1963                | Жозеф Велли Жозеф Новале                | Жак Анкетиль Раймон Пулидор             | Фердинанд Бракке Вальтер Буке          |         |
| 1964                | Джанни Мотта Джакомо Форнони            | Эрколе Бальдини Витторио Адорни         | Руди Альтиг Том Симпсон                |         |
| 1965                | Жак Анкетиль Жан Стаблински             | Микеле Данчелли Пьетро Сканделли        | Джузеппе Феззарди Томмазо де Пра       |         |
| 1966                | Эдди Меркс Фердинанд Бракке             | Раймон Пулидор Жорж Шапп                | Гербен Карстенс Барт Зут               |         |
| 1967                | Эдди Меркс Фердинанд Бракке             | Жак Анкетиль Бернар Гюйо                | Питер Пост Джо Де Ро                   |         |
| 1968                | Жак Анкетиль Феличе Джимонди            | Оле Риттер Херман Ван Спрингел          | Луис Оканья Хесус Арансабаль           |         |
| 1969                | Херман Ван Спрингел Жоаким Агостиньо    | Оле Риттер Джанни Мотта                 | Эдди Меркс Давиде Бойфава              |         |
| 1970                | Йёста Петтерссон Томас Петтерссон       | Оле Риттер Лейф Мортенсен               | Херман Ван Спрингел Вилли Ин 'т Вен    |         |
| 1971                | Луис Оканья Лейф Мортенсен              | Йёста Петтерссон Томас Петтерссон       | Роже Пинжон Бернар Тевене              |         |
| 1972                | Эдди Меркс Роже Свертс                  | Феличе Джимонди Давиде Бойфава          | Йёста Петтерссон Томас Петтерссон      |         |
| 1973                | Феличе Джимонди Мартин Эмилио Родригес  | Давиде Бойфава Йёста Петтерссон         | Phil Bayton Дэйв Ллойд                 |         |
| 1974                | Франческо Мозер Рой Схёйтен             | Мартин Эмилио Родригес Йёста Петтерссон | Эдди Меркс Роже Де Вламинк             |         |
| 1975                | Франческо Мозер Джанбаттиста Баронкелли | Фредди Мартенс Мишель Поллентье         | Джерри Кнетеманн Хенни Кёйпер          |         |
| 1976                | Фредди Мартенс Мишель Поллентье         | Франческо Мозер Рой Схёйтен             | Давиде Бойфава Йёрген Маркуссен        |         |
| 1977                | Бернт Юханссон Кармело Бароне           | Фредди Мартенс Йоп Зутемелк             | Серж Парсани Освальдо Беттони          |         |
| 1978                | Рой Схёйтен Кнут Кнудсен                | Хенни Кёйпер Йоп Зутемелк               | Джанбаттиста Баронкелли Бернт Юханссон |         |
| 1979                | Франческо Мозер Джузеппе Саронни        | Альфонс Де Вольф Ян ван Хаувелинген     | Берт Остербош Хенк Люббердинг          |         |
| 1980                | Альфонс Де Вольф Жан-Люк Ванденбрук     | Людо Петерс Тео де Рой                  | Йосеф Фукс Даниэль Гисигер             |         |
| 1981                | Даниэль Гисигер Серж Демьер             | Франческо Мозер Кнут Кнудсен            | Раньеро Гради Гейр Дигеруд             |         |
| 1982                | Даниэль Гисигер Роберто Визентини       | Берт Остербош Хенни Кёйпер              | Стивен Роуч Жак Боссис                 |         |
| 1983                | Даниэль Гисигер Сильвано Контини        | Хенни Кёйпер Адри ван дер Пул           | Томми Прим Альф Сёгерсал               |         |
| 1984                | Франческо Мозер Бернар Ино              | Томми Прим Альф Сёгерсал                | Даниэль Гисигер Урс Фройлер            |         |
| 1985                | Франческо Мозер Ханс-Хенрик Эрстед      | Даниэле Кароли Майкл Уилсон             | Жан-Франсуа Бернар Бенно Висс          |         |
| 1986                | Джузеппе Саронни Лех Пясецкий           | Даниэле Кароли Майкл Уилсон             | Йеспер Скиббю Рольф Сёренсен           |         |
| 1987                | Бруно Леали Массимо Джиротто            | Джузеппе Саронни Лех Пясецкий           | Рольф Гёльц Чеслав Ланг                |         |
| 1988                | Чеслав Ланг Лех Пясецкий                | Даниэль Гисигер Вернер Стутц            | Шарли Мотте Тьерри Мари                |         |
| 1989                | Лоран Финьон Тьерри Мари                | Маурицио Фондриест Аллан Пейпер         | Джанни Буньо Шон Келли                 |         |
| 1990                | Рольф Гёльц Том Кордес                  | Зенон Яскула Иоаким Халупчок            | Шон Йейтс Даг Отто Лёуритсен           |         |
| 1991                | Тони Ромингер                           | Эрик Брекинк                            | Томас Вегмюллер                        |         |
| 2024                | отменён                                 | отменён                                 | отменён                                | отменён |
| 2025                |                                         |                                         |                                        |         |